# Douglas da Silva Vieira
Douglas da Silva Vieira, auch einfach nur Douglas Vieira (* 12. November 1987 in Volta Redonda), ist ein brasilianischer Fußballspieler.

## Karriere
Douglas da Silva Vieira stand von 2009 bis 2010 bei den brasilianischen Vereinen Macaé Esporte FC, SC Juiz de Fora und AER Santo Ângelo unter Vertrag. 2010 wechselte er nach Europa. Hier unterschrieb er einen Vertrag beim schwedischen Verein Kalmar FF. Der Verein aus Kalmar spielte in der ersten Liga, der Fotbollsallsvenskan. Für Kalmar bestritt er 13 Erstligaspiele. 2012 kehrte er nach Brasilien zurück. Hier spielte er bis Ende 2015 für CA Juventus, EC São José, EC São Luiz, União Frederiquense, EC Juventude und Náutico Capibaribe. Nach Asien wechselte er 2016. In Japan unterschrieb er einen Vertrag bei Tokyo Verdy. Der Verein aus der Präfektur Tokio spielte in der zweiten Liga, der J2 League. Nach 110 Zweitligaspielen und 38 geschossenen Toren wechselte er 2019 in die erste Liga. Hier verpflichtete ihn der in Hiroshima beheimatete Sanfrecce Hiroshima. Am Ende der Saison 2024 wurde er mit Sanfrecce Hiroshima Vizemeister der Liga.

## Erfolge
Sanfrecce Hiroshima
- Japanischer Vizemeister: 2024